# Norra göl
Norra göl är en sjö i Västerviks kommun i Småland och ingår i Botorpsströmmens huvudavrinningsområde.